# 북부긴꼬리쥐
북부긴꼬리쥐(Sicista betulina)는 뛰는쥐과에 속하는 설치류의 일종이다. 작은 설치류로 몸길이는 5~8cm, 몸무게는 5~13g이다. 유럽북부와 아시아의 숲과 습지에서 서식한다. 땅을 파고 굴 속에서 겨울잠을 잔다. 새싹과 곡물, 열매 그리고 곤충을 먹기도 한다.

## 특징
북부긴꼬리쥐는 비교적 긴 꼬리를 가진 작은 설치류이다. 머리부터 몸까지 몸길이는 51~76mm이고, 꼬리 길이는 76~108mm이다. 다 자란 성체의 몸무게는 5~13g이다. 상체는 누르스름한 회색이고 갈색의 광택을 띠며, 하체는 연한 회색빛 황색을 띤다. 검은 줄무늬가 머리부터 꼬리 윗부분까지 척추를 따라 이어진다. 소음의 휘파람 소리를 낸다.

## 같이 보기
- 숲겨울잠쥐